# Føde (næring)
 For alternative betydninger, se Føde. (Se også artikler, som begynder med Føde)
Føde er navnet på det livsgrundlag, der gør det muligt for en art at udnytte sin niche.